# أبجدية عربية مبكرة
الأبجدية العربية المبكرة (أو العربية الباليو، وكانت تسمى سابقًا بالعربية ما قبل الإسلام أو العربية القديمة) هي كتابة عربية ما قبل الإسلام استخدمت لكتابة اللغة العربية. بدأ استخدامها في القرن الخامس الميلادي، خلفًا للخط النبطي العربي الأقدم، واستمر استخدامها حتى أوائل القرن السابع الميلادي، عندما تم توحيد الخط العربي في العصر الإسلامي.
كانت الأدلة على استخدام العربية القديمة محصورة سابقًا في سوريا والأردن. ولكن في السنوات الأخيرة، تم اكتشاف نقوش بالعربية القديمة في جميع أنحاء شبه الجزيرة العربية، بما في ذلك جنوب الجزيرة العربية (نصوص حمى)، بالقرب من الطائف في السعودية، وكذلك في منطقة تبوك.
كُتبت معظم نقوش العربية القديمة على يد مسيحيين، كما يتضح من المفردات المستخدمة، أو أسماء المؤلفين الموقعين، أو النقوش/الرسوم المرتبطة بالصليب التي رافقت النصوص.
استخدم المصطلح "العربية المبكرة" لأول مرة من قبل المستشرق الفرنسي كريستيان روبين في الصيغة الفرنسية "paléo-arabe".

## التصنيف
تشير العربية القديمة إلى الخط العربي في القرون التي سبقت توحيد الكتابة العربية في الحقبة الإسلامية. ووفقًا لأحمد الجلاد وهيثم صدقي، يمكن تمييز العربية القديمة عن الخط الذي ظهر في الفترات اللاحقة بعدة خصائص إملائية، منها:
- إضافة الواو (و) بشكل يبدو غير ضروري في نهاية الأسماء
- استخدام الآراميات (حروف عرامية).
- غياب الألف (ا) للدلالة على المد الطويل "آ"
- التهجئة الصوتية أحيانًا لأداة التعريف
- الاستخدام النادر للنقاط للتفريق بين الدال (د) والراء (ر)

## الأنواع
تنقسم النقوش العربية القديمة المعروفة إلى ثلاث فئات:
- تواقيع بسيطة بدون عبارات عقائدية
- أدعية توحيدية
- نصوص مسيحية على وجه التحديد

وعليه، فإنها تعكس الهيمنة التي حققها انتشار التوحيد في شبه الجزيرة العربية ما قبل الإسلام من القرن الرابع إلى السادس الميلادي.

## المصطلحات

### الله
تشير النقوش العربية القديمة إلى "الله" على نحو أكثر شيوعًا باسم الإله أو بمتغييره الإملائي إله، على الرغم من أن مصطلح رب "للسيد" يظهر أيضًا كما هو الحال في نقش عبد شمس ونقش جبل دب والبئر ونقش الزلاقة.

### صيغ البداية
تشير المجموعة الحالية من نقوش العربية القديمة إلى الصيغ الافتتاحية التالية:
- بِاسْمِكَ رَبَّنَا / باسمك ربنا
- بَرِكَ-[كِ] رَبَّنَا / بارك الله لنا
- بِاسْمِكَ الإِلَهَ / باسمك اللهم
- بِاسْمِ اللهِ الرَّحْمَنِ / بسم الله الرحمن

## التقويم
تؤرخ العديد من نقوش الأبجدية العربية القديمة، بما في ذلك نقوش جبل عسيّس والنقوش في حِمى، الأحداث وفقًا لتقويم بصرى، الذي تعادل بدايته عام 106 في التقويم الميلادي. ومع ذلك، يستخدم نقش واحد على الأقل، نقش الزبد (المعروف من سوريا)، التقويم السلوقي.

## قائمة النقوش العربية القديمة
توجد القائمة الحالية للنصوص والنقوش العربية القديمة المعروفة في جدول وملحق في ورقة بحثية كتبها أحمد الجلاد وهاشم سيدكي معًا.
| الاسم                       | الموقع                     | عدد النصوص | التاريخ  | النشر              |
| --------------------------- | -------------------------- | ---------- | -------- | ------------------ |
| نقش زبد                     | زبد، سوريا                 | 1          | 512      | [ 8 ]              |
| نقش جبل سايس                | جبل سايس، سوريا            | 1          | 528      | [ 8 ]              |
| نقش حران                    | حران، سوريا                | 1          | 562      | [ 8 ]              |
| نقش أم الجمال العربي القديم | أم الجمال، الأردن          | 1          | غير مؤرخ | [ 9 ]              |
| نقش يزيد                    | قصر برقع، الأردن           | 1          | غير مؤرخ | [ 10 ]             |
| نقوش حمى العربية القديمة    | حمى، السعودية              | 25         | 470, 513 | [ 2 ]              |
| نقش ري الزلالة              | ري الزلالة، السعودية       | 1          | غير مؤرخ | [ 6 ]              |
| غير معنون                   | المدينة المنورة، السعودية  | 2          | غير مؤرخ | غير منشور لكن انظر |
| نقوش أم البريراء            | شمالي غرب الحجاز، السعودية | 9 + 2      | غير مؤرخ | [ 12 ] [ 13 ]      |
| نقش دومة الجندل             | دومة الجندل، السعودية      | 2          | 548      | [ 9 ] [ 14 ]       |